# Борис Ангелов
Борис Ангелов (роден на 22 декември 1947 г.) е български футболист, защитник, след което и треньор по футбол. Като играч носи екипите на Пирин (Благоевград), Локомотив (София), ЖСК Славия, Академик (София) и австрийския Донавитцер Алпине.
Като треньор е водил редица български и чуждестранни клубове. В периода от януари 1988 г. до май 1989 г. е начело на националния отбор на България.

## Кариера

### Като футболист
Борис Ангелов започва футболната си кариера в Пирин (Благоевград) (тогава отборът носи името Ботев), където играе три сезона в Южната Б група. През 1968 г. е привлечен в Локомотив (София), като месеци по-късно „железничарите“ са обединени със Славия. Ангелов е включен в новосформирания ЖСК Славия, но остава там за кратко, след което преминава в Академик (София).
Ангелов играе два сезона за „студентите“, като записва 48 мача с 2 гола в А група. През 1971 г. се завръща в Локомотив (София), който вече се е разделил със Славия. Играе три години за „железничарите“ и отново облича екипа на Академик, където остава до 1978 г. Общо в А група изиграва 253 мача и отбелязва 7 гола.

### Като треньор
След края на състезателната си кариера Борис Ангелов става треньор в детско-юношеската школа на Академик (София). Впоследствие работи като методист в БФС. През 1984 г. поема втородивизионния Светкавица (Търговище).
През 1985 г. Ангелов е назначен за селекционер на юношеския национален отбор и го класира на Световното първенство до 20 г. в СССР, където България достига до четвъртфиналите. След това води и младежкия национален отбор. През януари 1988 г. е избран да замени Христо Младенов начело на А националния отбор. Води България в квалификациите за световното първенство в Италия'90, които обаче са неуспешни. Напуска поста през май 1989 г., когато е заменен от Иван Вуцов. Малко след това поема австрийския Аустрия (Клагенфурт), като остава начело на тима 6 месеца.
През 90-те години на ХХ век Ангелов е старши треньор на Берое, Пирин (Гоце Делчев), Сливен, Беласица (Петрич), ЛЕКС (Ловеч) и Локомотив (София). През 2003 г. поема елитния кипърски Алки Ларнака. След това на два пъти води юношеския национален отбор до 19 г. През сезон 2009/10 е начело на втородивизионния Чавдар (Етрополе), а след това води Академик (София) в А група.